# Primošten
Primošten es un municipio de Croacia en el condado de Šibenik-Knin.

## Geografía
Se encuentra a una altitud de 1 m s. n. m. a 332 km de la capital nacional, Zagreb.

## Demografía
En el censo 2011 el total de población del municipio fue de 2 828 habitantes, distribuidos en las siguientes localidades:
- Kruševo - 79
- Ložnice - 44
- Primošten - 1 631
- Primošten Burnji - 739
- Široke - 154
- Vadalj - 93
- Vezac- 88

| Gráfica de población de Primošten 1857-2011                         |
|                                                                     |
| Según los censos de población de la oficina estadística de Croacia. |